# 慢性炎症性脱髄性多発神経炎
慢性炎症性脱髄性多発神経炎 （まんせいえんしょうせいだつずいせいたはつしんけいえん、Chronic inflammatory demyelinating polyneuropathy、CIDP）は、末梢神経の脱髄および炎症細胞の浸潤をきたす神経疾患のひとつ。慢性炎症性脱髄性多発根神経炎と呼ばれたり、神経炎をニューロパチーとするなど学会や組織によって表記のゆれがある。特定疾患に指定されており、公費対象となっている。臨床症状、発症様式、治療反応性などが症例により様々であり、おそらく複数の病態が含まれた症候群と考えられる。

## 概要
慢性炎症性脱髄性多発神経炎は2ヶ月以上かけて緩徐に進行する四肢筋力低下と感覚障害を主徴とする原因不明の後天性脱髄性末梢神経障害である。歴史的にはDyckらがメイヨークリニックの症例で緩徐進行、再発性などの臨床経過、左右対称で近位と遠位が同程度の障害など典型的CIDPと言われる臨床像を確立した。後にCIDPの中に多発単神経障害型の著しい左右非対称を呈する亜型が存在することが明らかになった。これらをLewis-Sumner症候群またはMADSAMという。その他いくつかの非典型CIDPと言われる臨床像も知られている。日本においては典型的CIDPの有病率は人口10万人で0.81～2.24であり、発症率は人口10万人あたりで年間0.48である。CIDPは男性に多く、年齢依存性に増加する。日本での男女比は1.6～3.3：1である。CIDPの臨床症状は発症年齢で異なっている。若年発症群は病初期に亜急性の進行を示し、その後再発・寛解の臨床経過を示す例が多い。高齢発症群の大多数は慢性、潜在性の進行を示す。運動神経優位型は若年発症群で多く、感覚運動神経型は高齢発症群で多い傾向が報告されている。当初は特定疾患に指定されていなかったが、2009年9月17日に行われた特定疾患懇親会で特定疾患に追加されることが決定した。

## 病型分類
CIDPは臨床像、経過、発症年齢などから分類される。最も重要なのは臨床像による臨床病型である。古典的CIDP、または典型的CIDPとされる臨床像がある。これは対称性の運動感覚障害多発ニューロパチー、近位筋と遠位筋が同様に障害される、四肢腱反射消失が特徴とされている。特に特徴的なのは近位筋と遠位筋に同定の筋力低下が起こることでありこのような分布をとるニューロパチーはギラン・バレー症候群とCIDPだけである。非典型的CIDPには遠位優位型（DAD）、非対称形（MADSAM）、限局型、純粋運動型、純粋感覚型が知られている。MADSAMは非対称で上肢優位脱力を主症状とする。MADSAMは感覚障害を伴うこと、抗GM1-IgMが認められない点、ステロイドに反応する点から多巣性運動ニューロパチー（MMN）と区別される。
典型的CIDPが最も多く、次に非典型的CIDPの中でも非対称型（MADSAM）が続き、両者でCIDPの8割以上を占める。

### 典型的CIDP（typical CIDP）
典型的CIDPの病変の分布の理解には血液神経関門（BNB）の理解が有用である。BNBは血管内皮や神経周膜などで構成されており、抗体（免疫グロブリン）などの大分子量物質はBNBを通過できないため、典型的CIDPにおいてはBNBの脆弱な部位に好発しそれを反映した神経伝導異常が認められる。BNBは遠位部神経終末と神経根において生理的に欠如している。運動神経が筋内に入って分枝し神経筋接合部にいたる直前の数mmの神経終末と、神経根部の血液脳関門（BBB）とBNBの境界部の数mmではバリアが欠如している。この遠位部神経終末と神経根に典型的CIDPの病変は好発する。典型的CIDPでは近位筋が遠位筋と同様に障害されるという一般の多発ニューロパチーとは異なる特徴的な筋力分布の低下を呈するが、これは脱髄病変がBNB脆弱部である遠位部神経終末と神経根に限局することで説明可能である。すなわち末梢神経の遠位端と近位端に起こる病変は神経長に依存しないからである。遠位部に病変が限局する場合は免疫治療後に長期完全寛解が得られることがある。遠位部神経終末の評価として重要なのが遠位部刺激によるCMAPである。

### MADSAM（multifocal demyekinating sensory and motor neuropathy）
典型的CIDPとは異なり遠位部CMAPが正常であり、本来BNBが機能している神経幹に局所性伝導ブロックが多巣性に生じる一群が存在する。その代表例が非対称性CIDP、すなわちMADSAMと多巣性運動運動ニューロパチーである。両者とも臨床病型が多発単ニューロパチーであることは神経幹の多巣性局所性脱髄病変が起こっていることとよく対応している。MADSAMでは多発性硬化症と同様にまず活性化リンパ球を介してBNBを破綻させる病態が先行することが予想され細胞性免疫の関与が予想される。また長期経過中にワーラー変性のために遠位部CMAP振幅の低下がみられることがあるがその場合にも遠位型脱髄と異なり遠位潜時の延長や遠位部CMAP持続時間の延長も認められない。日本では1990年に目崎らがLewis-Sumner症候群（LSS）という名称を提唱した影響でLSSと呼ばれることもあるが世界的にはMADSAMが定着している。

### DAD（distal acquired demyelinateing symmetric neuropathy）
遠位優位型CIDP、すなわちDADが知られている。症状が遠位優位となることが特徴である。この病型の場合はMAG抗体陽性の脱髄性ニューロパチーが同様の臨床病型をとりやすいため注意が必要である。発症初期においてIgM抗MAG抗体はBNBを全く通過できない。そのためBNB欠損部であり神経終末と神経根にしかアクセスできない。しかし臨床病型はDADとなることがしられている。抗MAG抗体ニューロパチーは数年以上かけて緩徐に進行するため、経過中に二次性軸索変性を伴うためと考えられている。長期経過中におそらくサイトカインや補体の活性化などによりBNBが破壊されて病変は遠位部から徐々に神経幹におよび、神経伝導速度が低下していると考えられている。

## 症状
四肢の脱力やしびれ、感覚鈍麻といった、運動神経と末梢神経の双方の障害が認められる。そのため、下肢の脱力によって歩行困難や転倒しやすい状態になったり、上肢の脱力や感覚鈍麻により物をつかんだり細かい作業をしたりするのが困難になったりするといった症状が認められる。
軸索障害の存在を示す最も重要な臨床所見は筋萎縮である。脱髄による伝導ブロックではある程度の廃用性筋萎縮をきたす可能性はあるが基本的に脱神経はないため神経原性筋萎縮は起こらない。筋萎縮があれば軸索障害を合併したと考えられる。

## 検査

### 神経伝導速度検査
EFNS/PNS診療ガイドラインでCIDPの電気診断基準が示されている。伝導ブロックの定義が示されていないが、MMNの伝導ブロックの定義をしばしば用いる。またCIDPの脱髄病変の分布パターンはBNB脆弱部である神経終末と神経根の脱髄、神経幹中間部の脱髄、神経全長の多巣性、びまん性脱髄の3つのパターンが知られている。
遠位部神経終末、神経根における脱髄
遠位潜時の延長、遠位部刺激CMAPの持続時間の延長、時間的分散、振幅低下が特徴であり中間部の伝導速度低下、伝導ブロックは認められない。このパターンは典型的CIDPの一部で認められる。遠位部神経終末、神経根の病変は神経長に依存しないため近位筋、遠位筋ともに筋力低下をきたすと考えられている。
神経幹中間部の脱髄
遠位刺激のCMAPは正常となる。神経幹に局所性多巣性伝導ブロックが生じる。このパターンはMADSAMやMMNで認められる。
神経全長にの多巣性、びまん性脱髄
遠位部、中間部を含んで神経の長軸方向全長にわたって脱髄病変が分布する。遠位潜時の延長、遠位部CMAP持続時間延長、伝導速度低下、伝導ブロック、F波潜時の延長全てが認められる。典型的CIDPの一部はこのパターンをとる。

### 血液検査
CIDPに特異的な抗ガングリオシド抗体は特定されていない。その他の自己抗体もCIDPとの関連は不明である。自己抗体の測定の意義はその他の疾患を除外することである。たとえばMAG抗体陽性のIgM単クローン血症を伴うニューロパチーは脱髄性ニューロパチーでありDADの病型となるが定義上はCIDPではない。また慢性の脱髄性ニューロパチーと診断された症例の約3割が本態性M蛋白血症を有している。M蛋白血症はMGUS、多発性骨髄腫、悪性のリンパ増殖性疾患（悪性リンパ腫や慢性リンパ性白血病）、重鎖病、原発性アミロイドーシス、POEMS症候群、ALアミロイドーシスなどが知られている。

### 画像検査
造影MRIで典型的CIDPでは神経根が、MADSAMでは神経叢から神経幹の肥厚・Gd増強効果が認められる。

### 髄液検査
髄液細胞数が10/μl以下で蛋白増加しているのがCIDPを支持する所見である。細胞数が増加している場合はボレリアなどの感染症やリンパ腫を考慮する。

### 神経生検
腓腹神経生検では髄鞘の菲薄化とオニオンバルブ、ときほぐし標本での髄鞘の菲薄化あるいは節性脱髄、血管周囲のマクロファージの浸潤、電子顕微鏡での脱髄所見神経生検におけるCIDPの診断を支持する所見として上げられている。マクロファージによる髄鞘の貪食像、脱髄・再髄鞘化の所見、神経内鞘の浮腫、神経内鞘への単核球浸潤、神経鞘間の所見の差異などが認められることもある。CIDPに特異的なな病理所見はなく、神経生検はCIDP以外の疾患の鑑別に有用な場合があり非典型例には施工する価値があるとされている。EAN/PNSの診療ガイドライン2021では以下の条件の場合は神経生検を考慮すると記載されている。
CIDPが疑われるが臨床所見、電気生理学的所見、画像所見、血液・脳脊髄液所見などで診断が確定できないとき。
CIDPが疑われるが免疫治療に全く反応がないかほとんど反応がなく、シャルコー・マリー・トゥース病、アミロイドーシス、サルコイドーシス、神経腫瘍などが疑われる場合。
生検手技や検体の取り扱いに十分な経験を有しており、神経生検を考慮するほど症状の重症度があり、検査の感度について十分に理解しているとき。

## 診断
2010年度のEFNA/PNS診療ガイドラインの診断基準がよく用いられる。2021年にEAN/PNSの診療ガイドライン2021が公開された。

## 合併症
CIDPと併存する病態としては糖尿病、シャルコー・マリー・トゥース病、ウイルス感染（C型肝炎、HIV）、悪性リンパ腫、MGUS、膠原病、多発性硬化症が知られている。CIDPに中枢神経病変が合併することはしばしばあるが、多発性硬化症の診断基準を満たすことはまれである。

## 鑑別疾患
抗MAG活性を有するIgM単クローン血症を伴うニューロパチー
MAGニューロパチーは高齢の男性に多く、緩徐進行性の四肢遠位優位の感覚障害または感覚運動障害を特徴する疾患である。MAGに対する抗体活性がニューロパチーの発症に関連していると考えられている。
単クローン性免疫グロブリン血症を伴うニューロパチー（MAG抗体陽性を除く）
単クローン性免疫グロブリン血症がニューロパチーの原因とする可能性が高くなるのはIgMであること、抗神経抗体活性を有すること、慢性の感覚神経優位の障害であることの3つを満たしている時である。MAG抗体はこの3つをみたしている。
多巣性運動ニューロパチー（MMN）
多巣性運動ニューロパチーは緩徐進行性、非対称性の四肢筋力低下、感覚障害を伴わないことを特徴とする運動神経の軸索障害を主体とする免疫介在性ニューロパチーである。生理的絞扼部以外での運動神経に伝導ブロックを認め、感覚神経に異常を認めないことが特徴である。約半数の症例でGM1に対するIgM自己抗体が見出されている。病変の首座が髄鞘であるため、発症初期は筋力低下に比し筋萎縮が目立ちにくい。しかし進行につれて二次的な軸索変性が生じ筋萎縮が明らかとなる。筋線維束性攣縮やミオキミア、筋痙攣がしばしばみとめられ筋萎縮性側索硬化症との鑑別が重要となる。寒冷による麻痺の悪化、易疲労性も大きな臨床的な特徴のひとつである。有病率は人口10万人あたり0.6人であり、日本に400人と推定されている。平均発症年齢は40歳代であり上肢遠位に発症することが多い、CIDPと異なり70歳以上のMMNの発症は稀である。下肢が初発となるのは20～30％とされている。
薬剤性CIDP
CIDPは1型インターフェロン（ウイルス性肝炎のIFNα、多発性硬化症のIFNβ）、タクロリムス、TNF-α阻害薬などの薬物治療や臓器移植、それらに合併する移植片対宿主病に関連して発症することがある。

## 治療
免疫グロブリン療法（免疫グロブリンを5日間連続して点滴投与する）、ステロイド療法が有効である。ステロイド療法は内服とステロイドパルスの双方が行われる。ステロイドのパルス療法と内服療法の比較の報告もある。免疫グロブリン大量療法とステロイドパルス療法の併用も検討されている。再発を繰り返す場合は免疫抑制剤の内服も検討される。症状の増悪を繰り返す場合は免疫吸着も行われる。
純粋運動型ではステロイド無効例が多く注意が必要である。またMADSAM型も亜急性進行例ではステロイドに反応することがおおいが慢性進行を示す場合は免疫グロブリン依存性になることがある。